# NGC 4187B
NGC 4187B је галаксија у сазвежђу Ловачки пси која се налази на NGC листи објеката дубоког неба.
Деклинација објекта је + 50° 45' 25" а ректасцензија 12h 13m 28,8s. Привидна величина (магнитуда) објекта NGC 4187 износи 15,2 а фотографска магнитуда 16,2.